# Alessandra Appiano
Alessandra Appiano (Asti, 1959. május 30. – Milánó, 2018. június 3.) olasz író, újságíró.

## Művei
- La vita è mia e me la rovino io (1992)
- Sola? Come vivere felici con gli uomini. Delle altre (1993)
- Più malsani più brutti (1995)
- Amiche di salvataggio (2002)
- Domani ti perdono (2003)
- Scegli me (2005)
- Le vie delle signore sono infinite (2006)
- Le belle e le bestie (2007)
- Il cerchio degli amori sospesi (2010)
- Solo un uomo (2013)
- Ti meriti un amore (2017)

## Díjai
- Bancarella-díj (2003)